# Cryptochetum tianmuense
Cryptochetum tianmuense är en tvåvingeart som beskrevs av Yang 2001. Cryptochetum tianmuense ingår i släktet Cryptochetum och familjen Cryptochetidae. Inga underarter finns listade i Catalogue of Life.